# Eduard (Savoyen)
Eduard von Savoyen genannt der Liberale (* um 1273; † 4. November 1329 in Gentilly) war der älteste Sohn von Amadeus V. und von 1323 bis zu seinem Tod sechs Jahre lang Graf von Savoyen.

## Leben
Eduard heiratete am 18. Oktober 1307 im Château de Montbard Blanka, Tochter des Herzogs Robert II. von Burgund. Ihre einzige Tochter Johanna heiratete 1329 Johann III., Herzog der Bretagne. Eduard war an mehreren kriegerischen Auseinandersetzungen beteiligt. So geriet er unter anderem mit Hugo von Faucigny aneinander, der auf dem savoyischen Besitz ein Schloss errichtet hatte. Eduard belagerte es und ließ es schleifen. Daraufhin schloss sich der Baron von Faucigny mit seinen Neffen Guigues von Viennois und Hugo von Genf zusammen und belagerte Eduards Schloss Alinges. Dieser schlug die Angreifer in die Flucht. Es folgten weitere Angriffe auf beiden Seiten und schließlich wurde Eduard im Februar 1325 bei einer Schlacht in der Nähe des Schlosses Varey beinahe gefangen genommen, konnte nach Pont-d’Ain entkommen und zog sich zurück.
1326 brach in der Landschaft Maurienne bei Arves eine Bauernrevolte aus, Eduard musste 1327 dem Bischof und den Bauern Konzessionen machen, so halbierten sich seine Einkünfte aus diesen Ländereien vorübergehend. Den Beinamen der Liberale erhielt Eduard durch seine nachgiebige Politik in seinen Ländern, so gewährte er den Gemeinden größere Freiheiten. Er konnte sich keine inneren Konflikte leisten, da der kriegerische Konflikt mit der Dauphin anhielt und Savoyen hierbei den König von Frankreich unterstützen musste. 1328 begleitete Eduard Philipp VI. nach Flandern beteiligte sich an der siegreichen Schlacht bei Montecassel. Anschließend versprachen er und sein Kontrahent Guigues in Paris am Sterbebett der verwitweten Königin Clementine ihren Streit beizulegen. Eduard starb jedoch kurz darauf am 4. November in Gentilly an einer Krankheit.